# GnuLinEx
GnuLinEx est la distribution Linux de la région d'Estrémadure (Espagne).

## Présentation

### Historique
Le gouvernement de la région d'Extremadure a décidé en avril 2002 de renoncer à Microsoft Windows dans les écoles et administrations et a investi 300 000 euros dans GnuLinEx et a ainsi économisé 20 millions d'euros en installant gnuLinEx dans les écoles.
Par la suite, le gouvernement d'Andalousie s'est engagé en avril 2003 à favoriser les logiciels libres dans ses administrations et collaborer à gnuLinEx (voir Guadalinex).

### Utilisateurs
Depuis mai 2003, 225 000 CD de GnuLinEx ont été distribués gratuitement, notamment via les quotidiens locaux, et 100 000 versions ont été téléchargées sur le site de la distribution. Environ 20 % des habitants de l'Estrémadure utiliseraient GnuLinEx.

### Spécifications
Cette distribution est basée sur Debian et GNOME.
Parmi les logiciels, sont inclus :
- OpenOffice.org
- gFTP
- GnuCash
- Gnumeric
- GRUB
- Synaptic
- WINE